# Aṣṭasenā

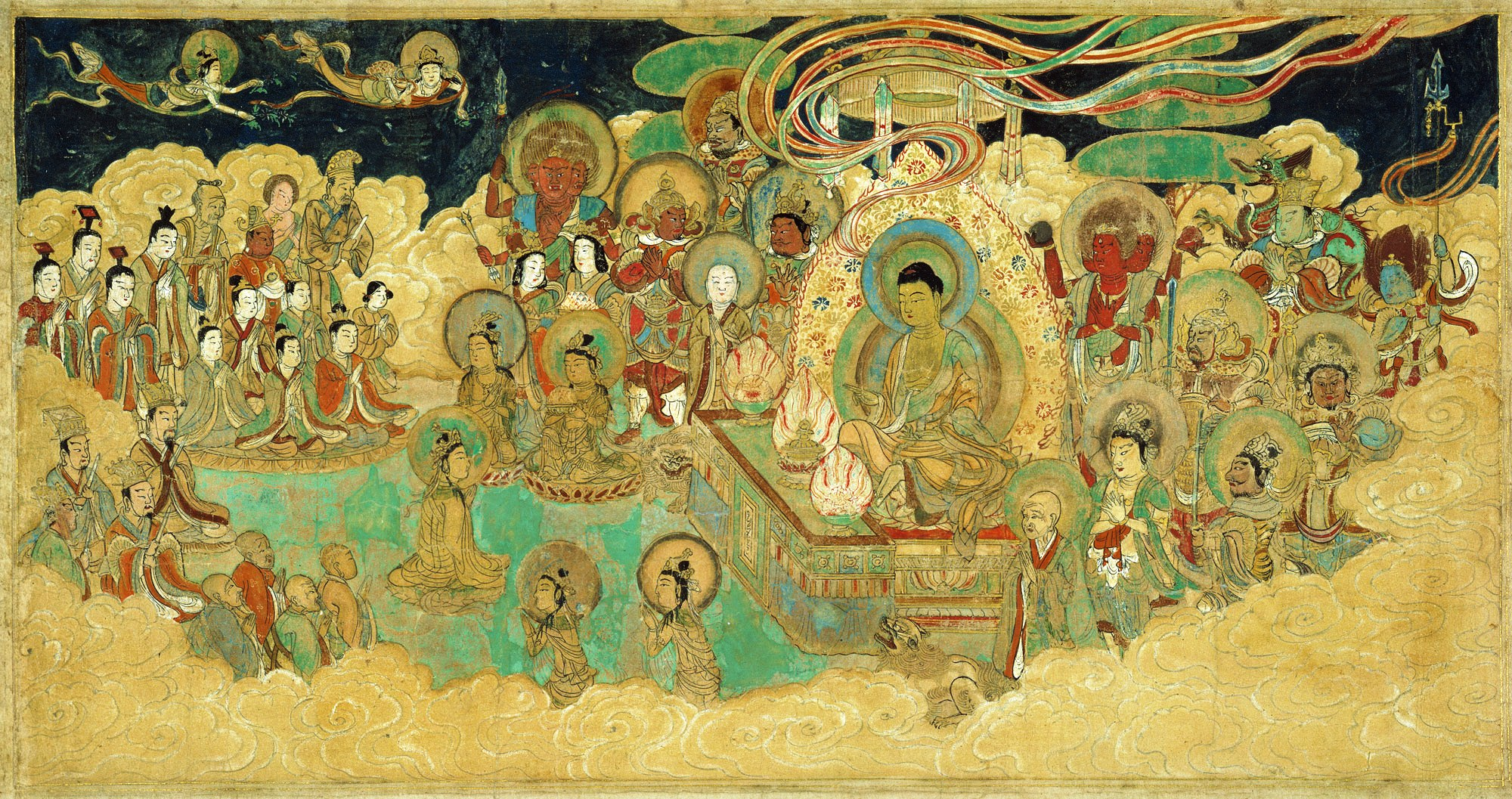
L'assemblea dei monaci descritta nel XXV capitolo del Sutra del Loto con la partecipazione dei bodhisattva e dei membri dell'aṣṭasenā, in un dipinto giapponese del XIII secolo conservato al Metropolitan Museum of Art di New York.

Con il termine sanscrito aṣṭasenā (lett. gruppo di otto; cinese: 天龍八部  tiān lóng bā bù; giapponese: tenryū hachibu; coreano:  천룡팔부중, ch'ŏnnyong p'albu chung; vietnamita:  thiên long bát bộ; tibetano: lha srin sde brgy ad) si indica, nel Buddismo Mahāyāna, quel gruppo di otto esseri non umani legati al kāmadhātu, il mondo dei desideri, il più basso dei mondi dell'esistenza in quanto legato ai piaceri dei cinque organi di senso.
Nella letteratura buddista vi sono differenti elenchi di questi esseri che, nei sūtra mahāyāna, vengono indicati come uditori degli insegnamenti del Buddha e partecipanti alle assemblee del Dharma insieme ai monaci e ai bodhisattva,  risultando tutti protettori del buddhadharma.
Il più diffuso di questi elenchi raccoglie: 
- deva
- nāga
- yakṣa
- asura
- gandharva
- garuḍa
- kiṃnara
- mahoraga